# 一番野郎
「一番野郎」（いちばんやろう）は、近藤真彦の13作目のシングルレコード。1984年3月1日に発売された。発売元はRVC。

## 概要
この頃から松本隆に代わり、売野雅勇からの作詞提供が増える。

## 収録曲
- 両楽曲共に、作詞：売野雅勇／作曲：筒美京平／編曲：松下誠

1. 一番野郎（3分23秒）
2. ムシャクシャするぜ（3分5秒）

## 注
1. ↑  ただし、旧RVC時代の原盤の権利はソニー・ミュージックダイレクトが管理している。